# Caso postesivo
En lingüística, el caso posesivo (abreviado poste) es un caso sustantivo que indica posición detrás de algo.
Este caso se encuentra en lenguas del Cáucaso nororiental como en lezgiano y aghul. En lezgiano, el sufijo -хъ (-qh ) , cuando se agrega al sustantivo en caso ergativo , marca el caso posesivo. Este caso ahora rara vez se usa por su significado original "detrás" y se usa a menudo para significar "con" o "a cambio de".